# Baloghia anisomera
Baloghia anisomera är en törelväxtart som beskrevs av André Guillaumin. Baloghia anisomera ingår i släktet Baloghia och familjen törelväxter. Inga underarter finns listade i Catalogue of Life.